# Saint Antoine abbé
Saint Antoine abbé – en italien Sant'Antonio Abate – est un tableau réalisé par le peintre italien Pontormo vers 1519. De format vertical, cette huile sur toile est une peinture chrétienne qui représente Antoine le Grand assis devant une fond neutre, une canne à la main droite, l'autre tenant une des extrémités enroulées d'une longue pièce de papier ne comportant qu'une ligne, selon ce qui est visible par quelques caractères de grande taille.
L'œuvre est conservée à la galerie des Offices, à Florence, en Toscane.